# Alexander Turney Stewart
Pour les articles homonymes, voir Stewart.
Alexander Turney Stewart (12 octobre 1803 à Lisburn - 10 avril 1876 à New York) est un entrepreneur irlandais qui a fait la plus grande fortune dans le commerce de détail.
Il distribue régulièrement des pots-de-vin à des politiciens pour obtenir des contrats à son avantage.
Il est considéré comme l'un des hommes les plus riches de l'histoire, avec une fortune équivalente à 90 milliards de dollars de 2012. En 1863, il avait un revenu annuel de 1 843 637 dollars.